# 女…ひとり旅
「女…ひとり旅」（おんなひとりたび）は、1992年4月1日に発売された田川寿美のデビューシングル。

## 解説
- 田川寿美のデビュー曲で、第45回NHK紅白歌合戦で歌唱された。
- 2005年に『第56回NHK紅白歌合戦』の出場歌手選考の参考アンケートとしてNHKが実施した『スキウタ〜紅白みんなでアンケート〜』で紅組78位にランクインされた。
- レコーディングは学校帰りの制服を着たまま歌唱した。

## 収録曲
- 両楽曲共に、作詞：悠木圭子、作曲：鈴木淳

1. 女…ひとり旅 (3分57秒)
編曲：前田俊明
2. おもいで岬 (4分30秒)
編曲：池多孝春
3. 女…ひとり旅（カラオケ）
4. おもいで岬（カラオケ）